# Lachnabothra
Lachnabothra es un género de insecto coleóptero de la familia Chrysomelidae.

## Especies
Las especies de este género son:
- Lachnabothra bicornutus (Reid, 1999)
- Lachnabothra burru (Reid, 1999)
- Lachnabothra clibanarius (Reid, 1999)
- Lachnabothra gullanae (Reid, 1999)
- Lachnabothra karina (Reid, 1999)
- Lachnabothra lawrencei (Reid, 1999)
- Lachnabothra magnus (Reid, 1999)
- Lachnabothra malleecola (Reid, 1999)
- Lachnabothra mokarei (Reid, 1999)
- Lachnabothra murrungga (Reid, 1999)
- Lachnabothra storeyi (Reid, 1999)
- Lachnabothra tasmaniae (Reid, 1999)
- Lachnabothra walgalu (Reid, 1999)